# Piccolo manoscritto nella bisaccia
Piccolo manoscritto nella bisaccia (笈の小文?, Oi no kobumi) è un diario di viaggio sotto forma di prosimetro scritto dal poeta Matsuo Bashō tra il 1687 e il 1688.

## Il contributo dell'autore alla poesia
Matsuo Bashō, considerato il più grande autore di haiku giapponese, fu tra i primi ad elevare questa forma poetica, prima di allora scritta come passatempo, a un vero e proprio stile intriso di filosofia zen e della sua personale sensibilità. Una parte considerevole dei suoi haiku derivavano dai primi tre versi di suoi renga, invece che essere componimenti a sé stanti. 
 
 Il desiderio di comunione armoniosa con la natura, prima di allora mai avvertita come elemento dicotomico, spinse il poeta al viaggio, le cui tappe, rivisitate spiritualmente e psicologicamente, diedero vita ai diari di tre viaggi, gli ultimi della sua vita (Nozarashi kikō, Shufu no gin e Oi no kobumi, "Piccolo manoscritto nella bisaccia"). Questa trilogia di opere, le prime del loro genere in Giappone, ebbero un forte ascendente sulle opere di autori successivi del panorama nipponico.

## Poetica di Bashō nell'opera
Matsuo Bashō aderisce alla corrente poetica fondata da Nishiyama Sōin, un rōnin (samurai senza padrone) che sosteneva la necessità di abbandonarsi alla fantasia poetica senza alcun limite di argomento e di stilemi, osservando e descrivendo con sensibilità anche i più umili e bassi aspetti della vita quotidiana. 
Attratto dalla filosofia zen ascolta con estrema attenzione i sermoni di Bucchō, abate del tempio Konpon-ji a Kashima. 

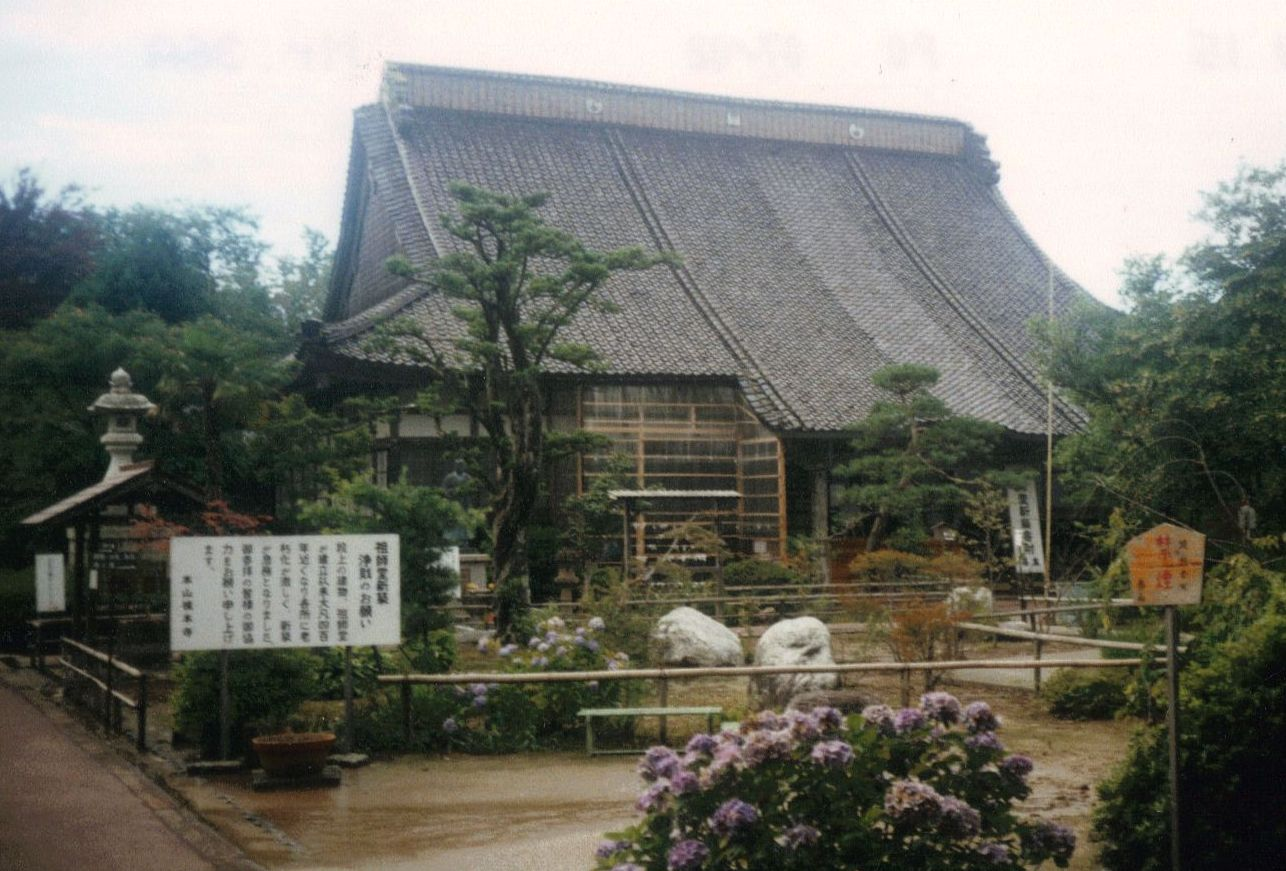
Tempio Konpon-ji

 L'essenzialità e l'originalità del pensiero zen creano una forte influenza sulla sua poesia, stimolandolo a ricercare nuovi stili e nuove fonti di ispirazione.

## Piccolo manoscritto nella bisaccia

### Struttura dell'opera
Quest'opera è in forma di prosimetro, ovvero contiene sia riflessioni in prosa che haiku, una forma poetica della letteratura giapponese, di sole 17 sillabe sullo schema 5-7-5, che agli inizi del novecento ha trovato imitatori nella poesia europea, specialmente in quella francese e in quella ermetica italiana (per es. in Ungaretti).

### Contenuti
(Citazione presente in Oi no kobumi ripresa da un verso della Raccolta di poesie sulla luna e sul vento del Kiang-ho)

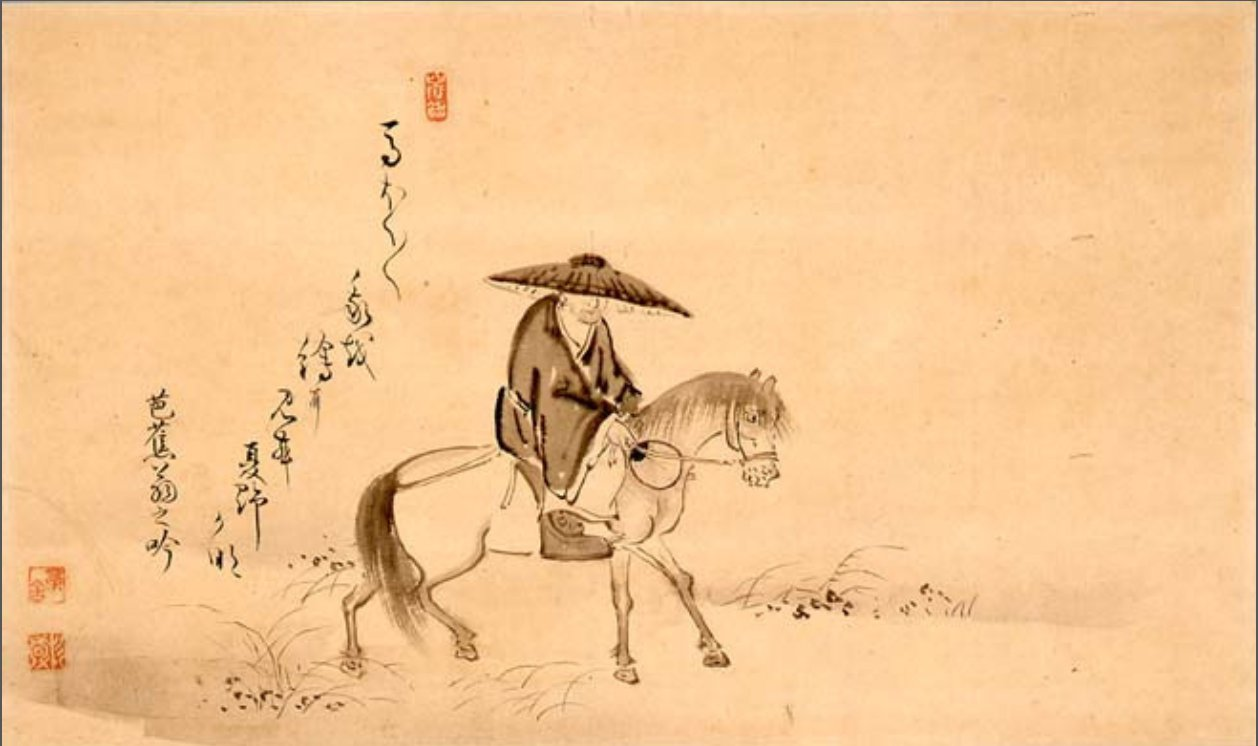
Matsuo Bashō in viaggio

Nell'ottobre del 1687 Bashō intraprende un viaggio di sei mesi raccontato in Oi no kobumi, pubblicato postumo nel 1709 dal suo discepolo Kawai Otokuni. Il poeta, che si definisce “una foglia in balia del vento”, considera la poesia “un seguire la natura, una dimestichezza con le stagioni”. Amici e discepoli salutano Bashō offrendogli delle poesie, delle vesti, un copricapo, monete garbatamente avvolte nella carta per l'acquisto di sandali, e brindano alla sua salute, pregando per la sua incolumità accompagnandolo su delle barche per un tratto del fiume. Dopo aver sostato in un piccolo paese della provincia di Mikawa, dove si è rifugiato il giovane discepolo Tokoku, Bashō torna a Iga Ueno, la sua città natale. Lacrime di commozione sgorgano alla vista del suo cordone ombelicale, conservato dalla madre da poco dipartita.
Alla vigilia di capodanno scaccia i ricordi del passato bevendo sakè e si addormenta senza aver contemplato, come consuetudine, il sorgere dell'alba. In primavera decide di riprendere il viaggio e incontra un fanciullo desideroso di accompagnarlo sui monti Yoshino, rinomati per la fioritura dei ciliegi. Il fanciullo dice di chiamarsi Mangikumaru ("Fanciullo dei diecimila crisantemi"), ama la poesia e compone versi, è quindi il compagno ideale per Bashō, che si accinge a scrivere sul copricapo del ragazzo: 
Senza dimora 

in cielo e in terra, in viaggio 

noi due soli. 

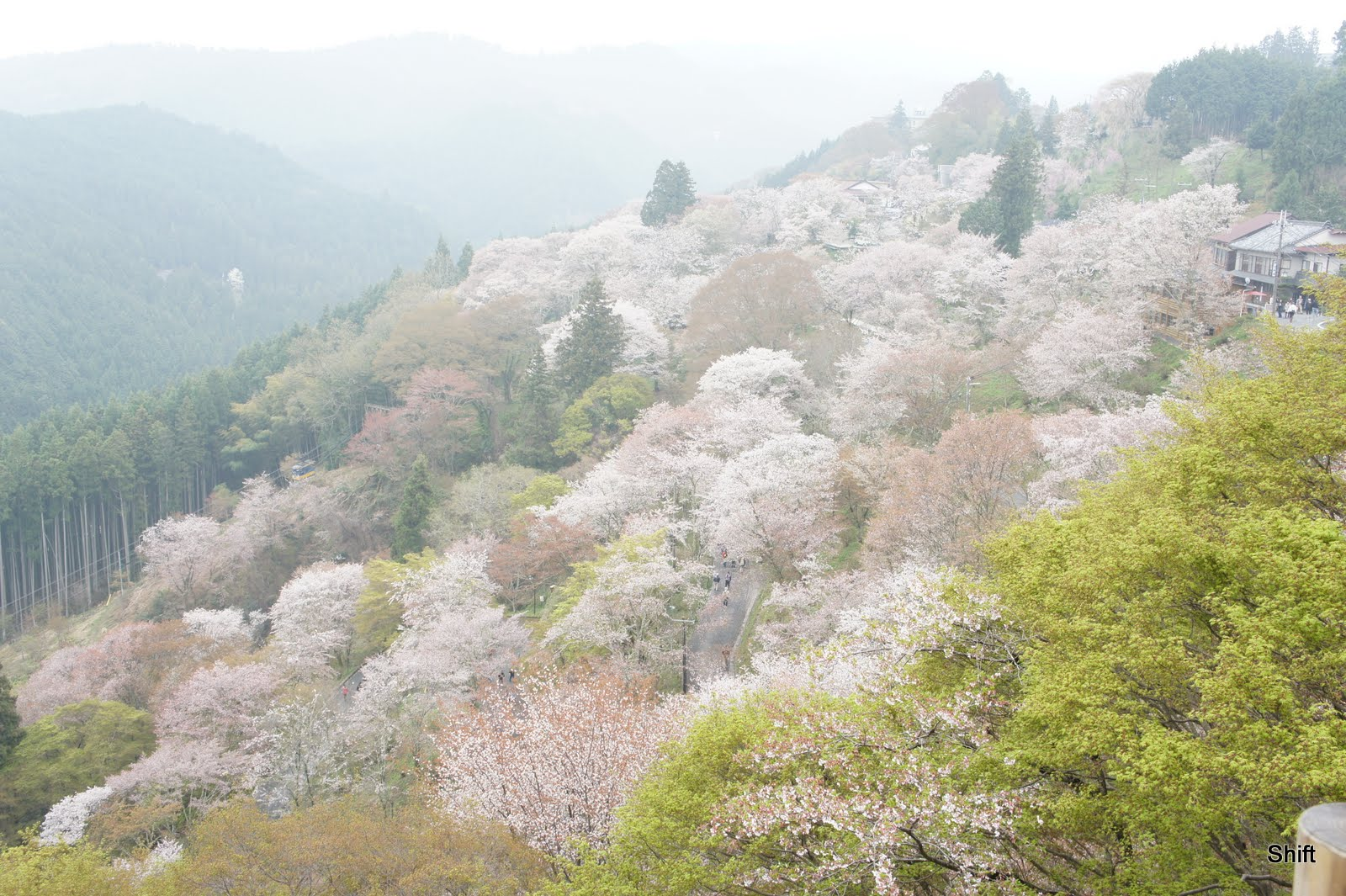
Fioritura sul monte Yoshino

I due visitano gli isolati monasteri sul monte Kōya, indugiano in silenzio a osservare i raggi della luna che danno un onirico pallore ai fiori di ciliegio, si entusiasmano davanti alla baia di Waka, consapevoli della perfezione divina del Creato. Il poeta si sente liberato da ogni ansia: gusta i cibi più semplici, non teme di venire derubato poiché non possiede niente, ignora la fretta perché è libero da ogni impegno mondano, procede a piedi come un monaco errante, gode dell'incontro con casuali passanti che, se dotati di una qualche sensibilità d'animo, gli sembrano "come pepite d'oro in uno stagno". Dopo aver sostato per tre giorni a Nara ed avere visitato gli antichi templi shintoisti del luogo, indugia tra i campi di papaveri della spiaggia di Suma a osservare i pescatori scoccare frecce ai corvi che cercano di rubare il pesce, quindi, inerpicandosi su un picco, evoca drammatiche e mitiche vicende svoltesi anticamente in quel solitario paesaggio.
 Nell'agosto del 1688 il poeta torna a Edo dopo qualche anno di assenza.

## Esempi di Haiku nell'opera
A Osaka, presso un ospite: 
 

Yorokobi 

Ryōko-sha no kaiwa remasu 

Shibori. 
Un diletto 

di chi viaggia è conversare 

di iris. 

Sulla spiaggia di Suma: 
 

Ryōshi 

watashi wa kao o mimasu 

Keshi no hana o mochimasu. 
Dei pescatori 

il volto scorgo 

con i fiori di papavero. 

A Waka: 
 

Tsukanoma no haru 

Waka no wan ni 

watashi ga tōtatsu shimashita. 
La fuggente primavera 

nella baia di Waka 

ho raggiunto. 

Sul monte Katsuragi: 
 

Watashi wa kangaerudeshou 

hana no naka de yoake 

kami no kao. 
Contemplar vorrei 

All'alba tra i fiori 

Il volto divino.